# Saint-Martial-d'Artenset
Saint-Martial-d'Artenset é uma comuna francesa na região administrativa da Nova Aquitânia, no departamento Dordonha. Estende-se por uma área de 32,27 km². Em 2010 a comuna tinha 952 habitantes (densidade: 29,5 hab./km²).